# Pelefélék
A pelefélék (Gliridae) az emlősök (Mammalia) osztályába és a rágcsálók (Rodentia) rendjébe tartozó család.
A pelefélék családja 29 fajt tartalmaz.

## Előfordulásuk
Elterjedési területük Európa, Ázsia és Afrika. A legtöbb faj Afrikában él, ezek az ecsetfarkú pelék, melyek sehol másutt nem fordulnak elő. A másik két alcsalád képviselői nem élnek Afrikában. Erdőkben, ligetekben, kertekben élnek.
Európában négy pelenem képviselteti magát egy-egy fajjal:
- nagy pele (Glis glis),
- mogyorós pele (Muscardinus avellanarius),
- kerti pele (Eliomys guernicus),
- erdei pele (Dryomys nitedula).

Közülük Magyarországon a nagy, a mogyorós és az erdei pele honos.

## Életmódjuk
Rejtett életmódot folytatnak. Nappal alszanak, és csak az esti szürkületben kezdenek mozogni. Az ember ezért ritkán pillanthatja meg őket. A mókuséhoz hasonló ügyességgel mozognak a fákon. Faodvakban, vagy a gyökerek között ásott üregekben laknak. Beköltöznek a madaraknak kitett odúkba is, és ezekben készítik el fészkeiket. A mérsékelt éghajlaton élők téli álmot alszanak. Leginkább gyümölcsökkel és magvakkal táplálkoznak. Egyes fajaik rovarokat is fogyasztanak.

## Rendszerezésük
A pelefélék (Gliridae) vagy más néven (Myoxidae) családját 3 alcsalád és 9 nem alkotja:
- valódi pelék (Glirinae) Muirhead, 1819 - alcsalád
  - Glirulus Thomas, 1906 - japán pelék, 1 faj
  - Glis Brisson, 1762 - nagy pelék, 1 faj
- ecsetfarkú pelék (Graphiurinae) Winge, 1887 - alcsalád
  - Graphiurus Smuts, 1832 - ecsetfarkú pelék, vagy kafferpelék - 15 faj
- Leithiinae Lydekker, 1896 - alcsalád
  - Chaetocauda Wang, 1985 - 1 faj
  - Dryomys Thomas, 1906 - erdei pelék, 3 faj
  - Eliomys Wagner, 1840 - kerti pelék, 3 faj
  - Muscardinus Kaup, 1829 - mogyorós pelék, 1 faj
  - Myomimus Ognev, 1924 - egérpelék, 3 faj
  - Selevinia Belosludov & Bazhanov, 1939 - ballagófülű pelék, 1 faj
  - Leithia Lydekker, 1896 - óriás pelék, 2 kihalt faj
  - Hypnomys Bate, 1918 - Baleár-szigeteki pelék, 2 kihalt faj

## Képek

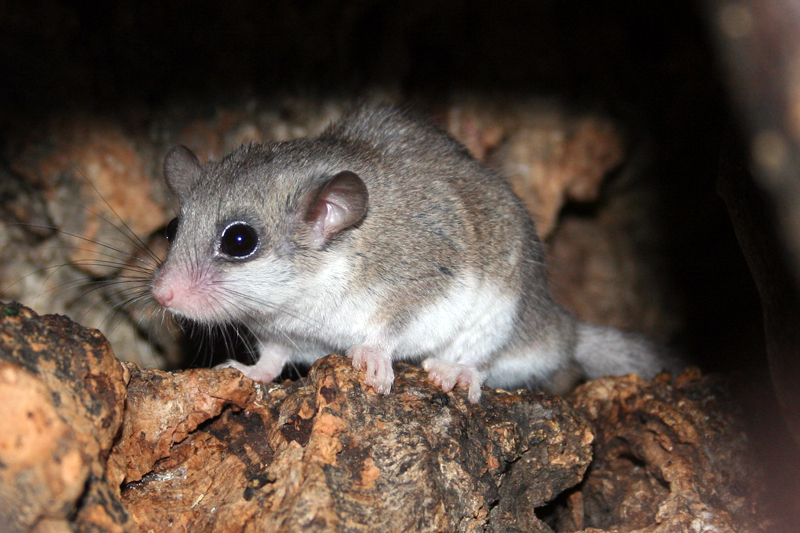
Közönséges ecsetfarkúpele (Graphiurus murinus)
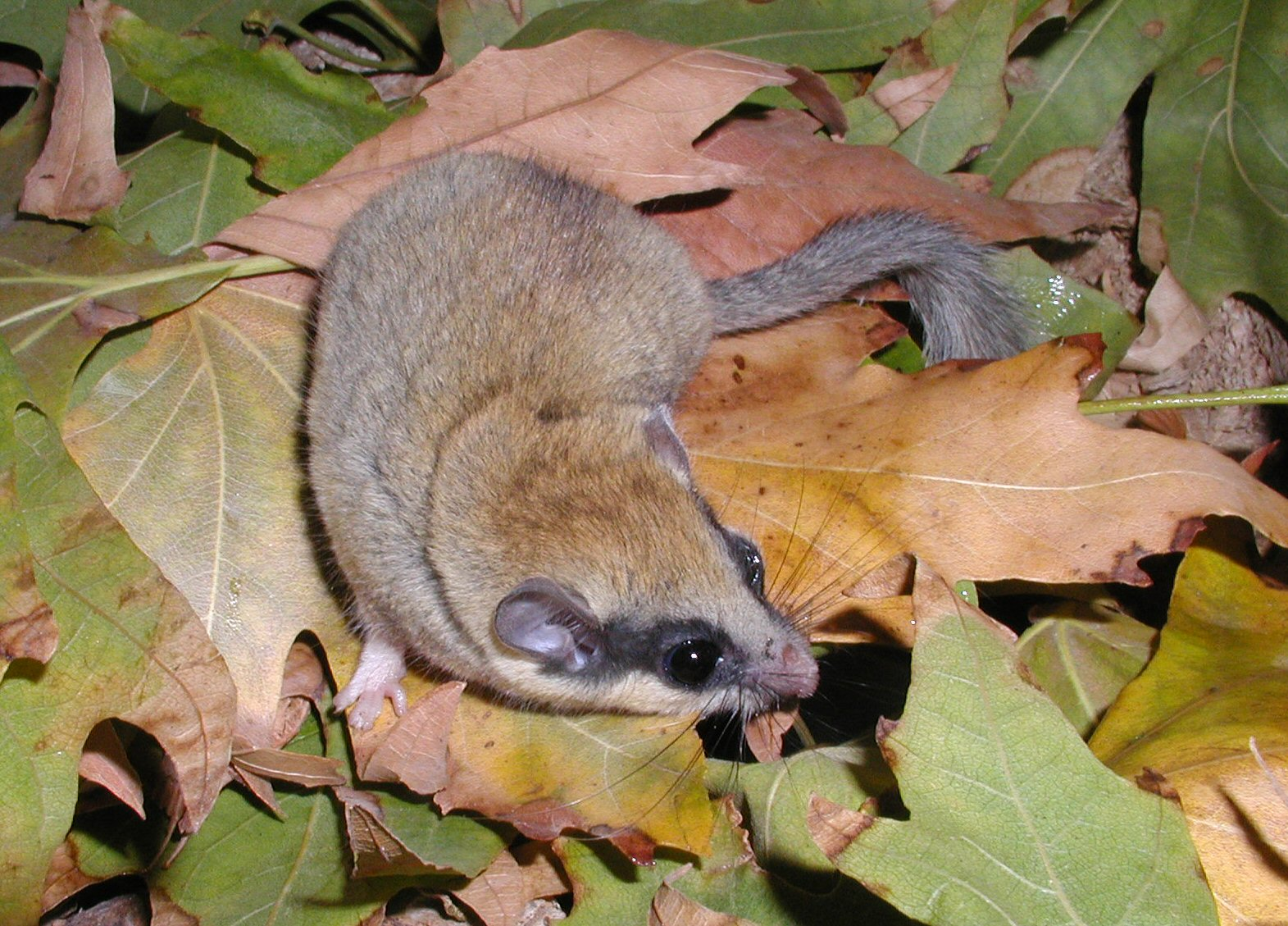
Erdei pele (Dryomys nitedula)
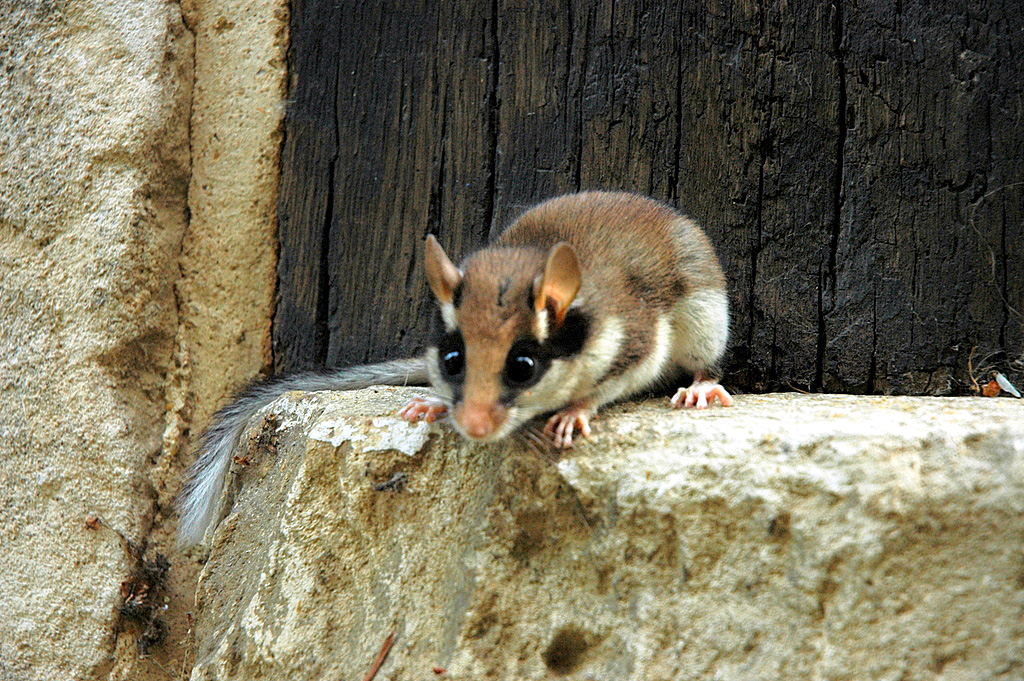
Kerti pele (Eliomys quercinus)
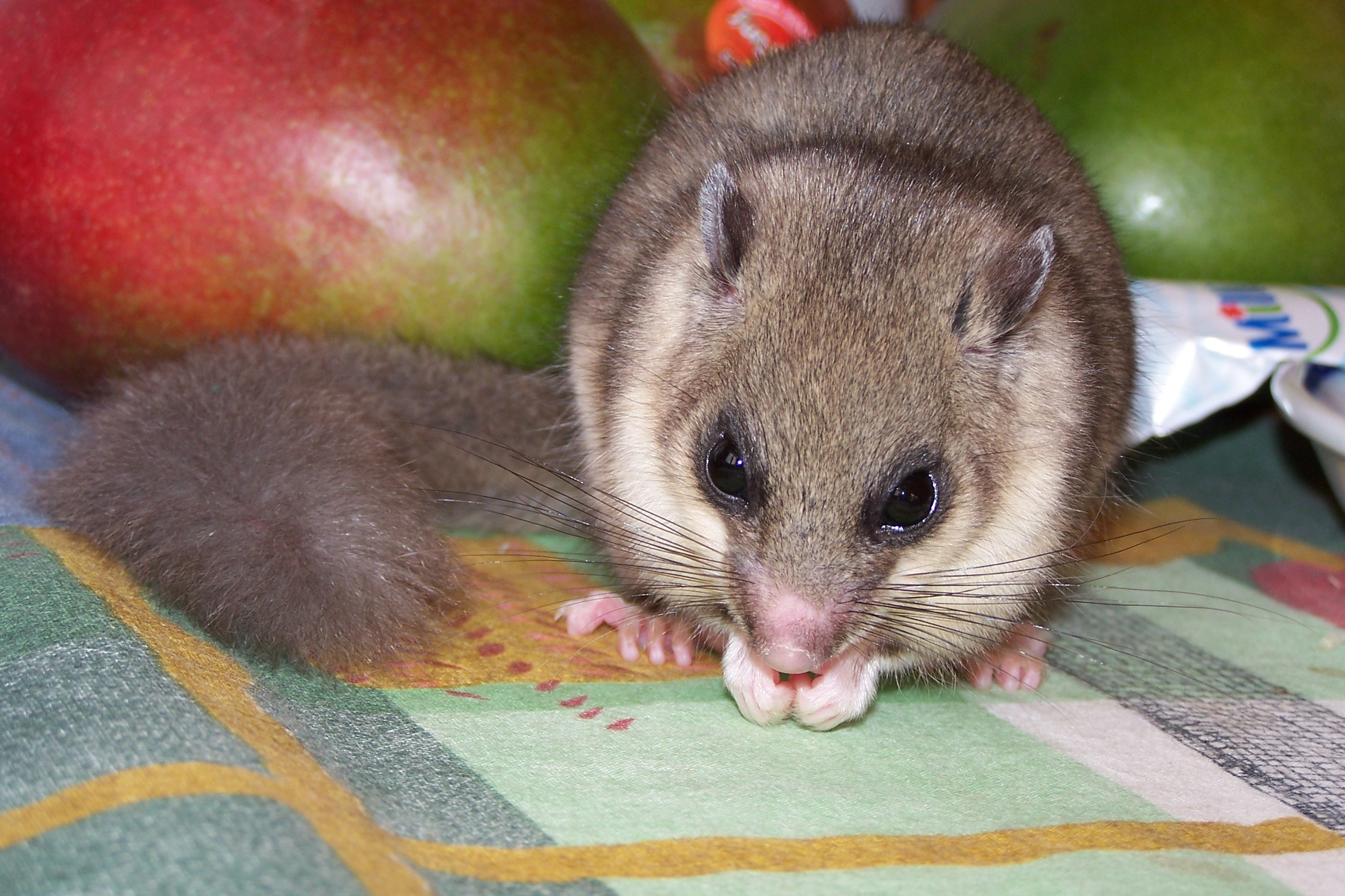
Nagy pele (Glis glis)